# San Juan de Urabá
San Juan de Urabá là một khu tự quản thuộc tỉnh Antioquia, Colombia. Thủ phủ của khu tự quản San Juan de Urabá đóng tại San Juan de Urabá Khu tự quản San Juan de Urabá có diện tích 239 ki lô mét vuông. Đến thời điểm ngày 28 tháng 5 năm 2005, khu tự quản San Juan de Urabá có dân số 15989 người.